# Stella Stevens
Stella Stevens (Yazoo City, 1 oktober 1938 - Los Angeles, 17 februari 2023) was een Amerikaanse actrice.

## Leven en werk

### Debuutjaren
Stevens studeerde aan de toenmalige Memphis State University. Ze werd opgemerkt toen ze met brio de (hoofd)rol van Marilyn Monroe speelde in een toneelbewerking van de romantische filmkomedie Bus Stop.
In 1959 maakte Stevens haar filmdebuut in de komische musicalfilm Say One for Me. Voor haar rol werd ze in 1960 meteen bekroond met de Golden Globe voor de meest beloftevolle actrice. Ze werd de Playboy Playmate of the Month van januari van datzelfde jaar. In haar beginperiode was ze eveneens te zien in enkele belangwekkende televisieseries als Bonanza, Alfred Hitchcock Presents en Ben Casey.

### Film
Stevens beleefde haar topperiode tussen 1961 en 1970.  Haar eerste in het oog springende film was het in het jazzmilieu gesitueerde Too Late Blues (1961) van John Cassavetes waarin jazzpianist Bobby Darin verliefd wordt op haar. Zij is een verleidelijke maar onzekere zangeres die een relatie heeft met een louche impresario. Ze komt te staan tussen enerzijds de pianist en anderzijds de impresario en de andere bandleden.
Na dit donker drama volgden enkele meer luchthartige films zoals de musicalfilm Girls! Girls! Girls! (1962) waarin ze de affiche deelde met Elvis Presley. Twee succesrijke komedies volgden in 1963. In The Courtship of Eddie's Father (Vincente Minnelli) blijkt Stevens niet de geschikte nieuwe vrouw te zijn voor een weduwnaar volgens diens zoontje Eddie. The Nutty Professor (Jerry Lewis) toonde Stevens als de studente die dankzij een serum versierd wordt door het knappe alter ego van een sullige professor.
Daarna volgden onder meer nog de komische western Advance to the Rear (1964) van veteraan en veelfilmer George Marshall, de komische spionagefilm The Silencers (1966) en de romantische komedie How to Save a Marriage and Ruin Your Life (1968). In die twee laatste films speelde ze de vrouwelijke hoofdrol naast Dean Martin.
De laatste uitschieters uit die periode waren de komische western The Ballad of Cable Hogue (1970, Sam Peckinpah) waarin ze een prostituee speelde die de vriendin wordt van titelrolspeler Jason Robards, de rampenfilm The Poseidon Adventure (1972), waarin ze als ex-prostituee een van de passagiers was aan boord van een oceaanlijner en ten slotte Nickelodeon (1976), Peter Bogdanovich's komedie over het tijdperk van de stomme film.
Vanaf de vroege jaren zeventig verlegde ze het accent van het grote naar het kleine scherm. Ze bouwde vanaf dan een drukke televisiecarrière uit. Ze verscheen nog wel op het witte doek maar dan meestal in genrefilms van mindere kwaliteit (horrorkomedies, sf horror, body horror, actie, al dan niet campy komedies, al dan niet erotische thrillers, exploitatiefilms zoals blaxploitation, monsterfilm en women in prison film) die dikwijls ook direct-naar-video-films waren. Titels als Slaughter, Chained Heat, Monster in the Closet, Point of Seduction: Body Chemistry III, Illicit Dreams, Bikini Hotel of Megaconda (Stevens' laatste film) spreken boekdelen.   

### Televisie
Stevens verscheen in een dertigtal televisiefilms.
Ze kreeg min of meer langdurige rollen in series, onder meer in de primetime soapserie Flamingo Road (1980-1982) (waarin ze werd getypecast als een voormalige  hoerenmadam). Vermeldenswaardig waren ook haar bijdragen in The French Atlantic Affair (1979), The Love Boat (1983), Santa Barbara (1989-1990), het door de kritiek geprezen In Cold Blood (1996) en Strip Mall (2000-2001).
Ze was ook te zien in (meestal) één episode van heel wat series zoals onder meer The Love Boat, de sitcom Night Court, In the Heat of the Night, Highlander, The New Alfred Hitchcock Presents, Renegade en Viper.

### Privéleven
Stevens trouwde in 1954 op 16-jarige leeftijd met Noble Herman Stephens. Hun zoon Andrew werd geboren in 1955. Het koppel scheidde in 1957. Daarna veranderde ze de spelling van haar naam in Stevens. Ze vertrouwde de voogdij van haar zoontje toe aan haar ouders omdat ze meer tijd nodig had bij het uitbouwen van een acteercarrière.
In 1983 begon Stevens een jarenlange relatie met rockgitarist Bob Kulick (onder meer Alice Cooper en Kiss). In 2016 verhuisde Stevens naar een instelling voor langdurige Alzheimerzorg in Los Angeles. Kulick kwam haar daar regelmatig bezoeken tot zijn overlijden in 2020.
Stevens overleed in 2023 op 84-jarige leeftijd aan de gevolgen van de ziekte van Alzheimer.

## Filmografie (selectie)
- 1959 - Say One for Me (Frank Tashlin)
- 1959 - The Blue Angel (Edward Dmytryk) (niet-gecrediteerd)
- 1959 - Li'l Abner (Melvin Frank)
- 1961 - Man-Trap (Edmond O'Brien)
- 1961 - Too Late Blues (John Cassavetes)
- 1962 - Girls! Girls! Girls! (Norman Taurog)
- 1963 - The Courtship of Eddie's Father (Vincente Minnelli)
- 1963 - The Nutty Professor (Jerry Lewis)
- 1964 - Advance to the Rear (George Marshall)
- 1965 - Synanon (Richard Quine)
- 1966 - The Silencers (Phil Karlson)
- 1968 - How to Save a Marriage and Ruin Your Life (Fielder Cook)
- 1968 - Sol Madrid (Brian G. Hutton)
- 1970 - The Ballad of Cable Hogue (Sam Peckinpah)
- 1971 - A Town Called Bastard (Robert Parrish)
- 1972 - Stand Up and Be Counted (Jackie Cooper)
- 1972 - Slaughter (Jack Starrett)
- 1972 - The Poseidon Adventure (Ronald Neame)
- 1974 - The Day the Earth Moved
- 1975 - Cleopatra Jones and the Casino of Gold
- 1976 - Nickelodeon (Peter Bogdanovich)
- 1977 - Mister Deathman
- 1983 - Ladies Night
- 1983 - Chained Heat
- 1986 - Monster in the Closet
- 1991 - The Terror Within II
- 1992 - The Nutt House
- 1993 - Eye of the Stranger
- 1994 - Point of Seduction: Body Chemistry III
- 1995 - Illicit Dreams
- 1995 - Body Chemistry 4: Full Exposure
- 1996 - Virtual Combat
- 1997 - Bikini Hotel
- 2003 - The Long Ride Home
- 2005 - Hell to Pay
- 2010 - Megaconda